# Paraloxoblemmus loxoblemmoides
Paraloxoblemmus loxoblemmoides är en insektsart som beskrevs av Heinrich Hugo Karny 1907. Paraloxoblemmus loxoblemmoides ingår i släktet Paraloxoblemmus och familjen syrsor. Inga underarter finns listade i Catalogue of Life.